# Tom Bohli
Tom Bohli (ur. 17 stycznia 1994 w Uznach) – szwajcarski kolarz szosowy.

## Osiągnięcia
Opracowano na podstawie:

2011
- 1. miejsce w prologu Tour Du Pays De Vaud
- 1. miejsce w mistrzostwach Szwajcarii juniorów (start wspólny)
- 1. miejsce na 4. etapie Grand Prix Rüebliland

2012
- 1. miejsce w klasyfikacji górskiej Tour of Istria
- 1. miejsce na 3. etapie Tour Du Pays De Vaud
- 1. miejsce w mistrzostwach Szwajcarii juniorów (jazda indywidualna na czas)
- 1. miejsce w mistrzostwach Szwajcarii juniorów (start wspólny)
- 3. miejsce w Grand Prix Rüebliland
  - 1. miejsce w klasyfikacji punktowej

2014
- 2. miejsce w mistrzostwach Szwajcarii U23 (jazda indywidualna na czas)

2015
- 1. miejsce w prologu Tour de Normandie
- 1. miejsce w Berner Rundfahrt
- 2. miejsce w mistrzostwach Szwajcarii U23 (jazda indywidualna na czas)

2016
- 1. miejsce w prologu Driedaagse van West-Vlaanderen
- 1. miejsce na 5. etapie Eneco Tour (jazda drużynowa na czas)

2017
- 1. miejsce w klasyfikacji młodzieżowej Tour du Haut-Var

2018
- 3. miejsce w mistrzostwach Szwajcarii (jazda indywidualna na czas)

2022
- 3. miejsce w mistrzostwach Szwajcarii (jazda indywidualna na czas)

## Rankingi
| Rok              | 2014 | 2015 | 2016 | 2017  | 2018 | 2019  | 2020  | 2021  | 2022 | 2023 | 2024 |
| ---------------- | ---- | ---- | ---- | ----- | ---- | ----- | ----- | ----- | ---- | ---- | ---- |
| UCI World Tour   |      |      | -    | 276.  | 274. |       |       |       |      |      |      |
| World Ranking    |      |      | 624. | 939.  | 709. | 1055. | 1413. | 1988. | 681. | -    | 669. |
| UCI Europe Tour  | 492. | 181. | 600. | 1027. | 608. | 754.  | 1063. | 1346. | 526. | -    | -    |
| UCI Asia Tour    | -    | -    | 206. | -     | -    |       |       |       |      |      |      |
| UCI America Tour | -    | 359. | -    | -     | 341. |       |       |       |      |      |      |
|                  |      |      |      |       |      |       |       |       |      |      |      |
| Źródło: UCI      |      |      |      |       |      |       |       |       |      |      |      |